# Dedarda
Dedarda fou un petit estat tributari protegit a l'agència de Kathiawar, presidència de Bombai.
Estava forma únicament per un poble amb dos tributaris separats. Els ingressos el 1881 s'estimaven en 410 lliures i el tribut de 10,6 lliures es pagava al Gaikwar de Baroda.